# ميخائيل واين
ميخائيل واين (بالإنجليزية: Michael Wayne)‏ هو منتج أفلام وممثل أمريكي، ولد في 23 نوفمبر 1934 بلوس أنجلوس في الولايات المتحدة، وتوفي في 2 أبريل 2003 ببربانك في الولايات المتحدة.

## أعمال

### أفلام
- (1952) الرجل الهادئ
- (1971) جيك الكبير

## وصلات خارجية
- ميخائيل واين على موقع IMDb (الإنجليزية)
- ميخائيل واين على موقع قاعدة بيانات الفيلم (الإنجليزية)